# Palladius
Sint Palladius was de eerste bisschop van Ierland. Hij vertrok naar het eiland in 431.
Over wat er hierna gebeurde is niet veel duidelijkheid. In het volgende jaar werd Sint Patrick als bisschop naar Ierland gezonden, waaruit men zou kunnen afleiden dat Palladius gestorven moet zijn. Het is echter ook mogelijk dat beiden op het eiland actief waren. Wat betreft zijn leven voor 431 wordt Palladius vaak verondersteld dezelfde persoon te zijn als de Palladius die voordien optrad als deken onder Sint Germanus.
- Gemeinsame Normdatei: 119223562
- Virtual International Authority File: 35261611